# 2015년 포뮬러 원 월드 챔피언십
2015년 FIA 포뮬러 원 월드 챔피언십(FIA Formula One World Championship)은 포뮬러 원 자동차를 위한 자동차 경주 챔피언십이었다. 이는 스포츠 관리 기관인 국제 자동차 연맹(FIA)이 오픈휠 경주용 자동차의 최고 등급으로 인정한 제66회 포뮬러 원 월드 챔피언십이었다. 10개 팀을 대표하는 22명의 드라이버가 3월 15일 호주에서 시작하여 11월 29일 아부다비에서 끝나는 19개의 그랑프리에 참가하여 월드 드라이버 및 월드 컨스트럭터 챔피언십을 놓고 경쟁했다.
루이스 해밀턴은 2014년 아부다비 그랑프리에서 두 번째 타이틀을 획득한 후 디펜딩 드라이버 챔피언이 되었다. 그의 팀인 메르세데스는 2014년 러시아 그랑프리에서 첫 챔피언십 타이틀을 획득하며 디펜딩 컨스트럭터 챔피언으로 시즌을 시작했다.
캘린더에는 2014년 시즌 대비 두 가지 중요한 변화가 있었다. 첫 번째는 1992년 이후 처음으로 열린 멕시코 그랑프리의 복귀였다. 또 다른 변화는 독일 그랑프리가 장소 합의에 실패해 취소돼 사상 55년만에 처음으로 세계선수권 대회가 열리지 않게 된 것이다.
해밀턴은 시즌에 3개의 레이스를 남겨두고 세 번째 드라이버 챔피언십을 획득했다. 2위는 그의 팀 동료인 니코 로스베르크가 59점 뒤쳐졌고, 페라리의 제바스티안 페텔이 44점 뒤진 3위를 차지했다. 메르세데스 AMG 페트로나스 F1 팀(Mercedes AMG Petronas F1 Team)은 2015년 러시아 그랑프리에서 페라리와 윌리엄스를 제치고 컨스트럭터 챔피언십을 차지하며 703점이라는 기록을 세우며 시즌을 마감했다. 해밀턴은 또한 시즌 동안 총 11개의 폴 포지션을 달성하여 FIA 폴 트로피와 DHL 최속 랩 어워드(DHL Fastest Lap Award)을 수상했다. 페라리는 첫 번째 DHL 최속 피트 스톱상(DHL Fastest Pit Stop Award)을 수상했다.